# M.A.R. Arena
Die M.A.R. Arena (auch M.A.R ena) ist ein Fußballstadion im Oberpfälzer Dorf Seligenporten, das zur Gemeinde Pyrbaum gehört. Es ist Heimstätte des SV Seligenporten.
Das aktuelle Stadion wurde im Juli 2011 eröffnet und verfügt über eine überdachte Sitzplatztribüne. Das alte Stadion mit gleichem Namen, in welchem bis 2011 die Heimspiele des SV Seligenporten ausgetragen wurden, liegt etwa 200 Meter südlich der neuen Anlage.
Benannt wurden die Spielstätten nach dem Vereinssponsor, der Max Aicher Recycling GmbH.